# 랜디 메신저
랜달 제롬 메신저(영어: Randall Jerome Messenger, 1981년 8월 13일 ~ )는 전 미국의 야구 선수(투수)이다.

## 약력
1999년 플로리다 말린스에 지명된 후 마이너 계약을 하고 2005년 빅리그에 승격된 후 2007년 시즌 중 샌프란시스코 자이언츠로 트레이드된 후, 시즌이 끝나고
2008년 시애틀 매리너스로 팀을 옮긴 후 2009년 시즌이 끝나고 방출되었다. 2010년 일본 프로 야구팀인 한신 타이거스와 계약하여 2019년까지 뛰었다.

## 플레이 스타일
직구가 무척 빠르며 제구가 좋은 편이다.

## 통산기록

### NPB
2010년부터 2019년까지 한신 타이거스에서 뛰었고 현역 은퇴하였다.
1. ↑  최창환 (2019년 9월 19일). “‘10년 함께한 외국선수’ 한신, 랜디 메신저 은퇴 행사 진행”. 마이데일리. 2023년 8월 17일에 확인함.